# Heubergbrücke (Scheibbs)
Die Heubergbrücke in Scheibbs war eine Holzbrücke über die Erlauf, deren Errichtung auf die Zeit vor 1821 zu datieren war. Sie war damit die älteste Holzbrücke, die kein hölzerner Steg ist, sowohl in Scheibbs als auch im gesamten Bezirk Scheibbs. Sie war ursprünglich Teil des Werksgeländes der Wagenachsenfabrik Gaißmayer & Schürhagl und in weiterer Folge der Tonindustrie Scheibbs, welches sich links- und rechtsseitig des Erlaufufers befand. Die Brücke war eine einspurige Zweifach-Sprengwerk-Konstruktion, deren Überfahrt am linken Ufer in einer Durchfahrt durch ein Werksgebäude mit Galerie zur Erlauf übergeht. Kurz danach folgt das Gebäude des Keramikmuseum Scheibbs. Die Brücke befand sich flussabwärts des Heuberg- oder Brandstattwehrs und lag einen Kilometer flussabwärts einer anderen historischen Brücke, der Römerbrücke.
Die historische Brücke wurde 2023 abgerissen, nachdem eine Abtragung ursprünglich bereits für 2022 anvisiert worden war. Von April 2020 bis Dezember 2021 fanden wenige Meter flussaufwärts die Bauarbeiten zu einer neuen und mit 1,2 Millionen Euro bezifferten Heubergbrücke statt, die seit 23. Dezember 2021 offiziell für den Verkehr freigegeben ist.

## Geschichte

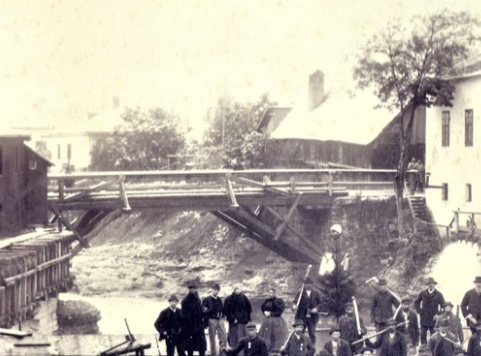
Heubergbrücke um 1900

Über die Heubergbrücke gibt es bereits 1821 einen Eintrag im Franziszeischen Kataster, das heißt, sie existierte schon davor. 1837 erneuerte ein Amstettner Zimmermann auf Veranlassung von Franz Hueber (Huber) die Brücke beim Heuberghammer. Nachdem ein Zimmerer diese Brücke gebaut hat, darf man davon ausgehen, dass es sich um eine Holzbrücke gehandelt hat. Der Heuberghammer wird bereits 1462 als Mühl in Heyberg genannt, 1770 gehörte der Hammer Philipp und ab 1814 Gottfried Punzengruber, der 1828 einen Sensenhammer einrichtete. 1851 wurde der Heuberghammer von dem aus Boding bei Frankenfels stammenden Sebastian Schürhagl gekauft und 1864 die Firma Gaißmayer & Schürhagl gegründet.
In den Triftakten von 1871 bis 1901 wird zwar immer wieder das Heubergwehr an der Brücke erwähnt, nicht aber die Brücke selbst. Da sie sich hoch über der Erlauf befand und kein Flussjoch besaß, war sie kein Holztrifthindernis und fand daher auch keine Erwähnung in den Akten, im Verzeichnis von 1901 ist sie jedoch eingezeichnet.

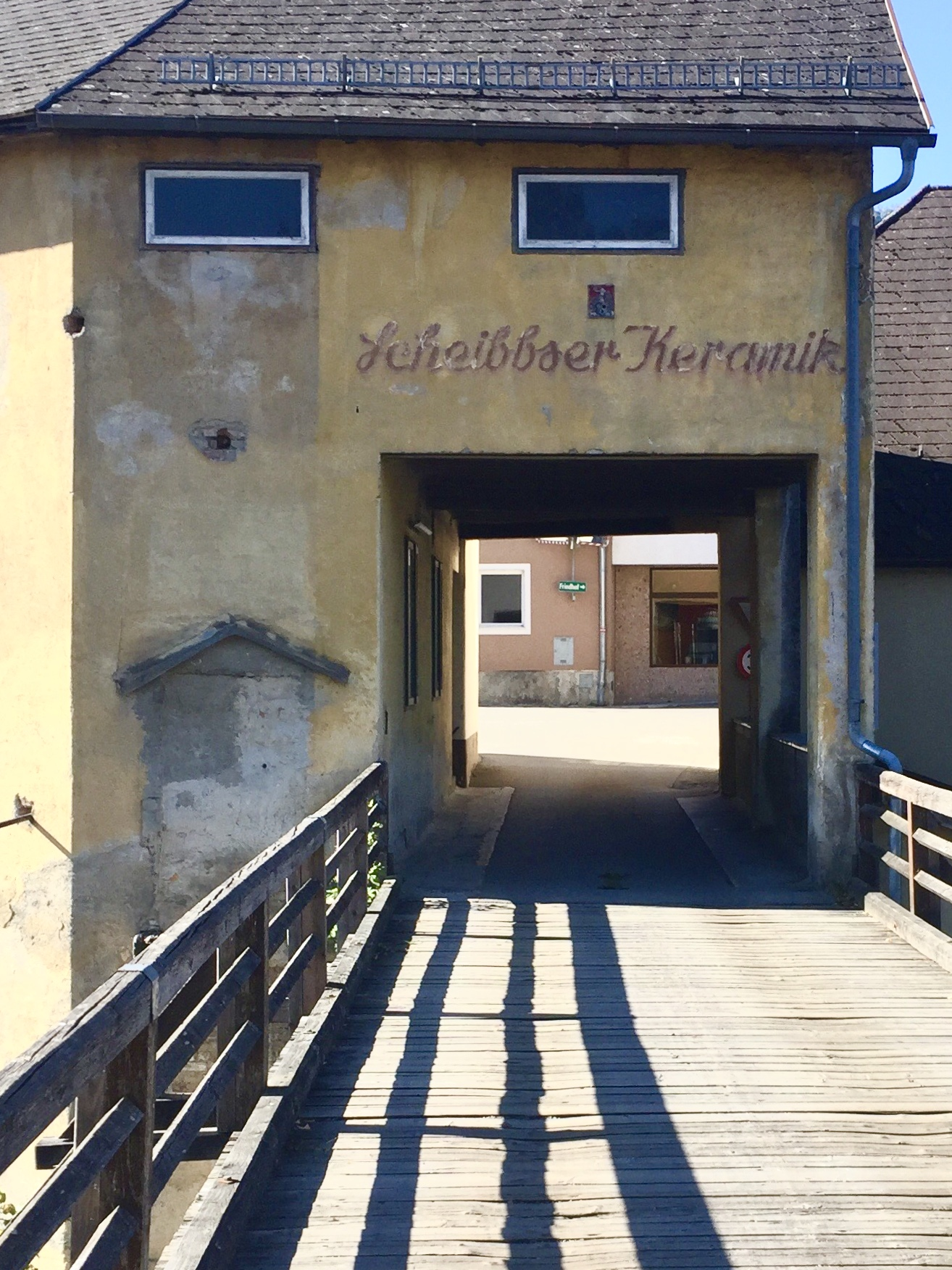
Heubergbrücke Scheibbs, links der zugemauerte Durchgang des Förderbandes der Tonindustrie Scheibbs. In der Durchfahrt befindet sich rechts eine offene Galerie zum Ufer.

Als die Firma Gaißmayer & Schürhagl ihre Produktion im Jahr 1924 stilllegen musste, erwarb Ludwig Weinbrenner die Fabrik und gründete die Tonindustrie Scheibbs. Da sich die Steinguterzeugung am rechten Erlaufufer befand und der Brennofen am linken, war man gezwungen eine Lösung zu finden, die Tonwaren über die Brücke zu transportieren. Daher wurde ein überdachtes Förderband am Brückengeländer befestigt um den Transport der zerbrechlichen Ware bei jedem Wetter möglichst sicher zu gestalten.
Im September 1942 suchte die Stadtgemeinde Scheibbs beim Landrat um Bewilligung für einen Neubau der Brücke an, wurde aber aufgrund von Materialknappheit während des Zweiten Weltkrieges abgewiesen. Im Jahr 1943 wurde die Erneuerung schließlich doch genehmigt, die Auflager instand gesetzt und das Sprengwerk aus alten Eisenbahnschienen von Kriegsgefangenen gebaut.
Trotz regelmäßiger Reparaturen, die bei Holzbrücken eben üblich sind, erfolgte nie eine wesentliche Veränderung der Brücke. Wann die Konstruktion des Förderbandes für die Tonindustrie Scheibbs entfernt wurden, lässt sich nicht feststellen.
Zusammen mit der alten Holzbrücke wurden bis 2023 auch die in diesem Bereich befindliche Wehr, das Haus mit der Adresse Erlafstraße 26 mit seinen Zubauten (darunter u. a. ein zuletzt von einem Steinmetzbetrieb als Lager genutzter niedriger Zubau auf der Adresse Erlafstraße 28) und die zur Wehr gehörenden Zubauten abgerissen. Stattdessen wurde in diesem Bereich von der EVN ein modernes Kleinwasserkraftwerk errichtet und der Platz rund um die ehemalige Heubergbrücke zu einem kleinen Platz mit Sitzmöglichkeiten und einer Aussichtsplattform umgestaltet.